# Smittoidea dentio
Smittoidea dentio är en mossdjursart som beskrevs av Tilbrook 2006. Smittoidea dentio ingår i släktet Smittoidea och familjen Smittinidae. Inga underarter finns listade i Catalogue of Life.